# Allochernes masi
Allochernes masi är en spindeldjursart som först beskrevs av Luisa Eugenia Navas 1923.  Allochernes masi ingår i släktet Allochernes och familjen blindklokrypare. Inga underarter finns listade i Catalogue of Life.